# Adrianna Lynn
Adrianna Lynn (Allen, Texas, 1985. július 8. –) amerikai pornószínésznő.
Adrena Lynn a J. C. Penneynek modellkedett. A Plano East Senior Gimnáziumban tanult, majd a Déli Metodista Egyetemen (SMU) Dallasban szerezte meg diplomáját. 2007-ben lépett be a szexiparba, amikor 22 éves volt. A Digital Playgroundban szerződéses előadó. Pompomoslány (Cheerleaders ) című filmben nyújtott alakításáért 2009-ben díjat nyert, legjobb csoportos szex jelenet kategóriában. Piercingje és tetoválása is van.

## Válogatott filmográfia
| - 2010 D2: Deviance - 2009 I Have a Wife 4 - 2009 Inside the Orient - 2008 Pornstars Like It Big 3 - 2008 Cheerleaders - 2008 Deeper 9 - 2008 Babes Illustrated 17 | - 2008 Curvy Girls - 2008 Doctor Adventures 2 - 2008 Housewife 1 on 1 #11 - 2008 Jack's Teen America: Mission 22 - 2008 My First Porn 11 - 2008 My First Sex Teacher #14 - 2008 Naked Aces 4 |